# Metropolregion Charleston–North Charleston
Die Metropolregion Charleston–North Charleston (engl.: Charleston metropolitan area) ist eine Metropolregion im Zentrum des US-Bundesstaates South Carolina. Sie stellt eine durch das Office of Management and Budget definierte Metropolitan Statistical Area (MSA) dar und wird von der Behörde offiziell als Charleston-North Charleston, SC Metropolitan Statistical Area bezeichnet. Die Region umfasst die Countys Berkeley County, Charleston und Dorchester. Die wichtigsten Städte (principal cities) des Verdichtungsgebietes sind Charleston und North Charleston.
Zum Zeitpunkt der Volkszählung von 2020 hatte das Gebiet 799.636 Einwohner.